# Чазз Візерспун
Чазз Візерспун (англ. Chazz Witherspoon; 16 вересня 1981, Філадельфія, Пенсільванія, США) — американський професійний боксер у важкій ваговій категорії. Троюрідний брат боксера Тіма Візерспуна.

## Кар'єра
Після закінчення школи отримав пропозиції на спортивну стипендію від трьох коледжів для гри в баскетбол та від двох для легкої атлетики. Однак Візерспун відмовився, віддавши перевагу боксу. На другому курсі навчання в коледжі почав свою любительську кар'єру в боксі.
2004 року зайняв друге місце на чемпіонаті Сполучених Штатів, що дало йому змогу поборотися за місце в складі олімпійської збірної. У додаткових поєдинках він зміг завоювати лише альтернативне місце збірної. Того ж року виграв турнір «Золоті рукавички». Завершив любительську кар'єру зі статистикою 26 перемог при 6 поразках.
Того ж 2004 року почав професійну кар'єру, отримавши прізвисько «Джентльмен». Перші 23 поєдинки були виграшні, 15 з яких він завершив достроково. 2008 зазнав першої поразки на професійному ринзі від Кріса Арреоли. У третьому раунді Арреола відправив Візерспуна в нокдаун, після чого суддя в ринзі розпочав відлік часу. Однак у цей момент прозвучав гонг і команда Візерспуна вийшла на ринг. Оскільки раунд не може бути завершено, поки йде відлік часу на відновлення після нокдауну, це було розцінено як порушення, а сам Візерспун дискваліфікований.
У своєму наступному бою Візерспун переміг Адама Річардса технічним нокаутом у 8-му раунді. Журнал Ring визнав цей бій найкращим боєм у надважкій вазі 2008 року.